# Safed (forteresse)
La forteresse de Safed ou Safet ou Saphet était une forteresse templière en Terre sainte. Elle se situait à l'est de la ville d'Acre (actuellement en Israël), et au nord du lac de Tibériade.

## L'origine
D'après l'historien arabe Ibn Shabbâd al-Halabi (1217-1285), les Francs auraient construit un premier château à Safed l'année 495 de l'Hégire, soit dès 1101/1102, là où auparavant n'existait qu'une simple tour appelée Tour des orphelins (Burj al-Yatim)[réf. nécessaire]. Négligeant cette source, et s’engouffrant derrière une mauvaise interprétation des textes de Jacques de Vitry et Marino Sanuto par Victor Guérin, nombre de chercheurs attribuent la construction du premier château à Foulques V d'Anjou (1131–1143).
Transmis à l'ordre du Temple en 1168 par le roi de Jérusalem Amaury Ier, le château est pris par Saladin en novembre 1188,presque un an et demi après le désastre de l'armée franque à Hâttin.
Manifestement endommagées par le tremblement de terre de l'année 1202, les fortifications sont démantelées en 1220 sur ordre du sultan ayyoubide al-Malik al-Mû'azzam Isa.
En 1240, par un accord entre Thibault IV de Champagne et l'émir de Damas, al-Malik al-Sâlih Ismâ’îl, les Francs récupèrent Safed. Cet épisode de l'histoire de Safed est bien connu grâce à la rédaction d'un traité rédigé en latin, De Constructione Castri Saphet, relatant le rôle particulier joué par l'évêque de Marseille, Benoît d'Alignan, dans le processus de reconstruction du château. Après avoir réussi à convaincre le maître de l'Ordre, Armand de Périgord, d'ordonner la reconstruction, il se rendit lui-même sur place accompagné de pèlerins pour assister au début des travaux qui durèrent 2 ans et demi (1240–1243). Toutefois, la description détaillée du château date du second voyage de l'évêque effectué en 1260. C'est entre cette date et la prise du château par les Mamelouks, en 1266, épisode non mentionné dans le texte, qu'il faut envisager la rédaction du traité.   
Celui-ci précise que le coût de construction s'éleva à 1 100 000 besants sarrasins, auxquels il faut ajouter 40 000 besants sarrasins de fonctionnement annuel.
Il détaille également la population du château. La garnison proprement dite était composée de :
- 50 frères chevaliers (templiers issus de la noblesse et participant aux combats)
- 30 frères sergents (templiers non noble chargés d'assister les frères chevaliers)
- 50 turcopoles (soldats recrutés dans la population indigène, habillés et équipés à la turque)
- 300 arbalétriers (le texte latin emploie le mot balistarii (sur le sens de ce terme, voir Barbé 2010 : 26–29)

En plus des hommes d'armes, le château abritait pour son fonctionnement quotidien :
- 820 ouvriers des différents corps de métier
- 400 esclaves.

D'une population quotidienne de 1 700 personnes (le traité donne un chiffre rond) en temps de paix, le château pouvait accueillir 2 200 personnes en temps de guerre. Si le traité ne détaille pas l'origine de ces personnes, il est fortement probable qu'il s'agisse de la population du bourg de Safed qui devait trouver refuge au château à l'approche des troupes ennemies.
L’approvisionnement du château nécessitait, en moyenne chaque année, 1 200 charges de mule d’orge, de froment ou d’autres victuailles.

## Caractéristiques
La forteresse se situait sur un piton rocheux d'environ huit cent cinquante mètres d'altitude, qui surplombait le lac de Tibériade. Elle dominait un carrefour de voie de circulation. La première, nord-sud, remontait la vallée du Jourdain et, contournant à l’ouest le Lac de Tibériade, continuait vers les monts du Liban par le passage du Nahal `Amoud. La seconde, est-ouest, la route de la mer, reliait Damas à Acre, passant le haut Jourdain à hauteur du Gué de Jacob (Vadum Jacob).

Les recherches archéologiques menées sur la partie sud du château ont permis de dégager un tronçon de courtine à contreforts externes qui, par sa typologie architecturale, renvoie à un type de fortification caractéristique, en Europe, des XIe et XIIe siècles (Shell-Keep ?) et pourrait constituer les derniers vestiges du château du XIIe siècle.

La confrontation du traité de construction, du relevé du Survey of Western Palestine et des résultats des fouilles archéologiques permet une première représentation de l'architecture de la grande forteresse du XIIIe siècle.
Le château était constitué de deux enceintes concentriques, de plan elliptique, précédées chacune par un fossé taillé dans le rocher. La superficie enclose était de l’ordre de 4 ha. Une barbacane (bashura dans les textes arabes), sous la forme d’un terrassement bois-terre protégeait la première porte ouvrant au nord, front le plus faible défendu par 5 des 7 tours circulaires  que comptait la première enceinte. Elle était dotée d’une gaine basse reliant entre elle des casemates armées d’arbalètes à tour défendant le sommet du premier fossé. Le front sud, pointe de l’éperon rocheux, n’était défendu que par deux tours. Le franchissement de la première à la seconde enceinte, également au nord,  empruntait un pont reposant sur une pile taillée dans le rocher au milieu du second fossé. Il ne semble pas que la seconde enceinte était flanquée de tours dans son état d’origine. Le pourtant très détaillé traité de construction du XIIIe siècle n’en mentionne pas et les recherches archéologiques n’ont permis que le dégagement d’un saillant au sud-ouest. La tour porte, dotée d’une rampe d’accès, flanquée contre ce saillant, comme la grosse tour circulaire située à l’intérieur de la seconde enceinte, sont des ajouts mamelouks de la fin du XIIIe siècle,.

## La fin
En 1266, le sultan Baybars entreprit le siège de la forteresse de Safed. Celui-ci ne dura pas plus de quinze jours. La forteresse résista dans un premier temps aux assauts répétés des troupes du sultan ainsi qu'à ceux des machines de guerre, mais Safed tomba le 22 juillet 1266.
Baybars « ordonna de repeupler le château, de le fortifier et d’en augmenter la taille ». Les travaux commencèrent dès 1267. La grosse tour ne fut terminée que sous le règne du sultan Qalâ’ûn (1279–1290).